# Chalmazel
Cet article traite du village de Chalmazel. Pour la station de ski, consulter Chalmazel (station).
Chalmazel, en arpitan forézien Vers-Charmasél (prononcé [ve.ʃam.ˈze],), est une ancienne commune française située dans le département de la Loire en région Rhône-Alpes, connue pour sa station de sports d'hiver et son château.
Par arrêté du 22 octobre 2015, à compter du 1er janvier 2016, Chalmazel fusionne avec Jeansagnière pour créer la première[Pas dans la source] commune nouvelle de la Loire : Chalmazel-Jeansagnière.

## Géographie

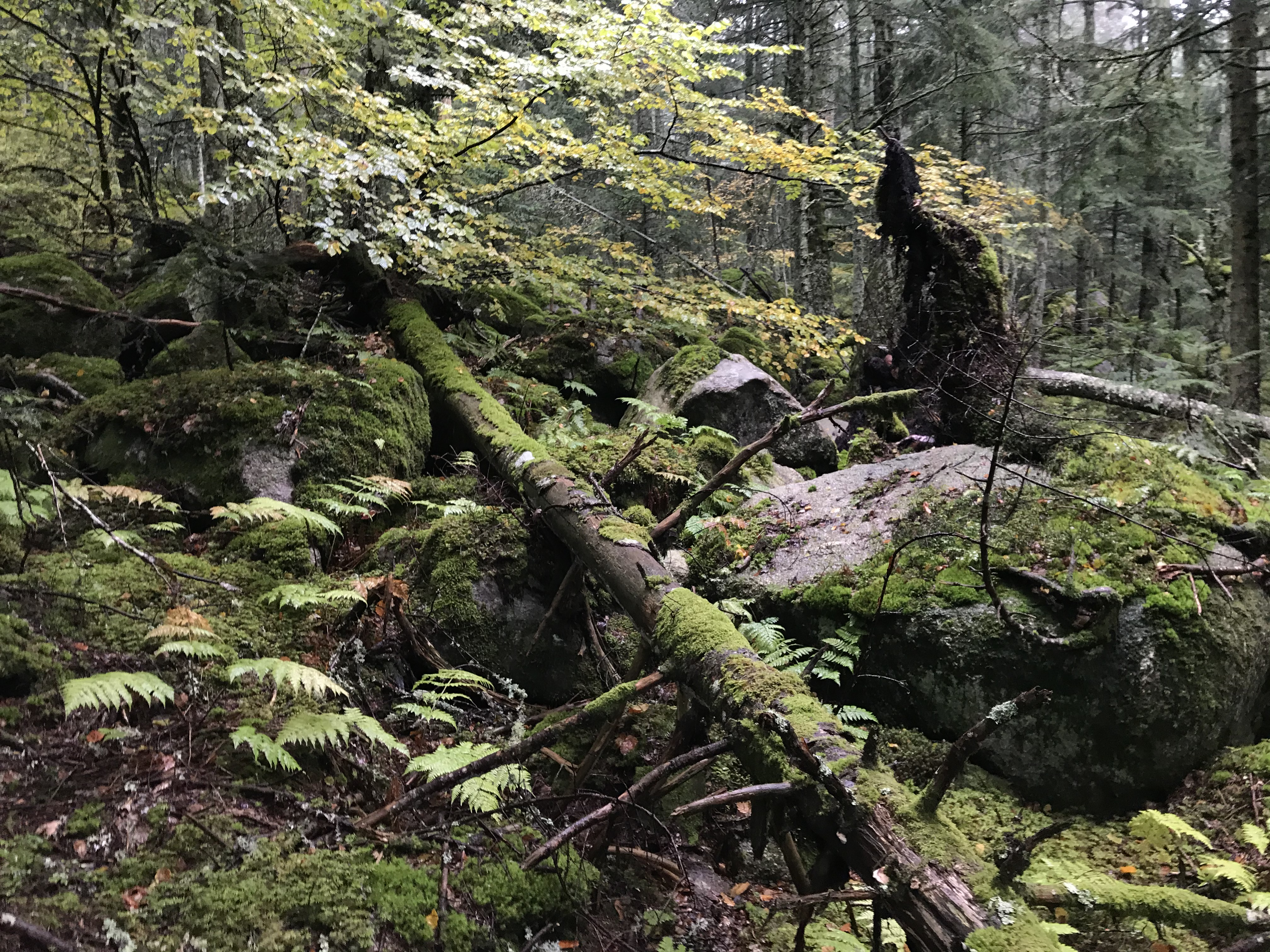
Forêt de la commune de Chalmazel-Jeansagnière.

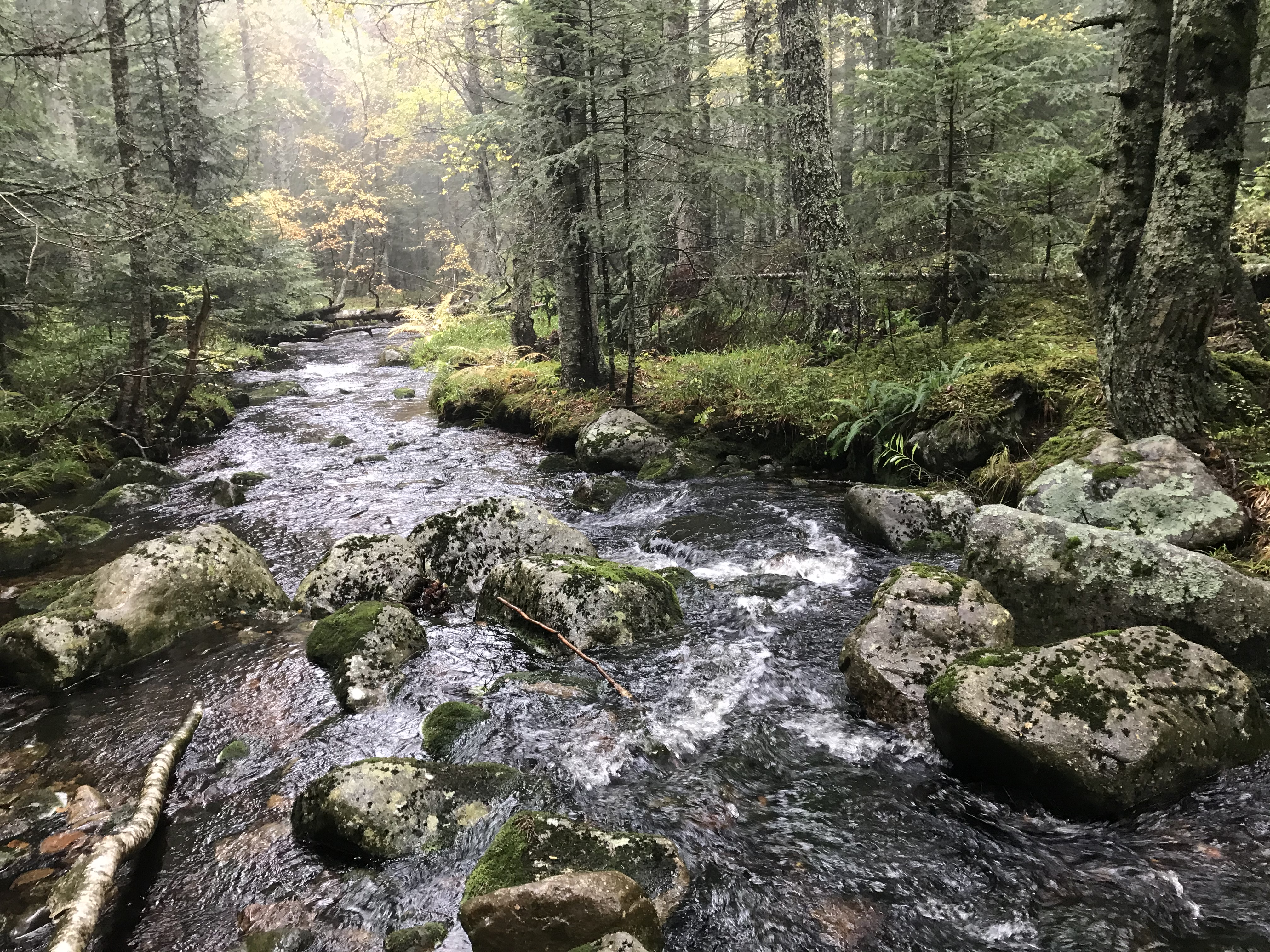
Ruisseau de la Morte à Chalmazel.

La commune de Chalmazel est située au cœur des monts du Forez, une chaîne de montagne du Massif central séparant la vallée de la Dore de la plaine du Forez. Le village est implanté à 800 mètres d'altitude sur le flanc d'un vallon baigné par le Lignon, affluent de la Loire. La limite du territoire communal est marquée, à l'est, par le col de la Croix de Ladret (1 046 mètres) et le pic de Morière (1 137 mètres) et, à l'ouest, par le col du Béal (1 390 mètres) et le point culminant du massif, Pierre-sur-Haute (1 631 mètres). Pour autant, ce dernier est situé sur la commune de Sauvain pour quelque 250 mètres, au contraire de la station de sports d'hiver qui est implantée sur son flanc, qui reste, par sa part, située sur Chalmazel. La ligne de crête qui passe par le col du Béal et Pierre-sur-Haute marque également la séparation entre le département de la Loire (région Rhône-Alpes) et du Puy-de-Dôme (région Auvergne). Elle abrite de vastes plateaux d'altitude vallonnés composés de landes parsemées de tourbières, appelés les hautes Chaumes, classés Natura 2000 pour leur intérêt floristique.
| Le Brugeron (Puy-de-Dôme)                | Jeansagnière (Loire) | Saint-Just-en-Bas (Loire)       |
| Saint-Pierre-la-Bourlhonne (Puy-de-Dôme) | Chalmazel            | Saint-Georges-en-Couzan (Loire) |
| Job (Puy-de-Dôme)                        |                      | Sauvain (Loire)                 |

## Origine du nom de la commune
Le nom de Chalmazel est attesté depuis des dates fort anciennes. D'après Albert Dauzat, l'origine du toponyme pourrait venir de *calmis : haut plateau dénudé, mot préceltique ; et mazel, diminutif de mas : petite maison rurale, du latin man(s)us, participe passé substantivé du verbe manere : demeurer,,.
Diverses graphies sont attestées au cours des siècles : Chalmazel en 1214, Chalmasel en 1225, Charmazel en 1313, Chalmazel au XVIIIe siècle (carte de Cassini).
Après la Révolution, la paroisse devient une commune : An II (1793) : Chalmazelles. Bulletin des lois de 1801 : Chalmazelle. Et enfin en 1939 : Chalmazel, orthographe officielle définitive.

## Histoire

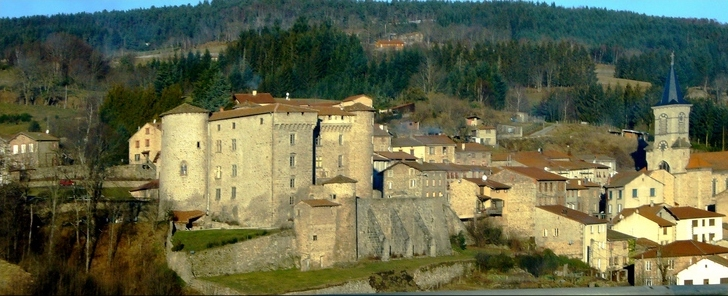
Le château et l'église se font face au cœur du bourg.

C’est en 1231 que le comte de Forez, Guy IV, permet à son fidèle vassal, Arnaud de Marcilly, d’élever une maison forte à Chalmazelles. Les objectifs sont alors clairs : d’une part, contrôler la haute vallée du Lignon, modeste voie de passage entre les provinces du Forez et d’Auvergne par l’actuel col du Béal, et d’autre part, surveiller la seigneurie de Couzan, possession de la famille de Damas liée à l’empereur germanique (Renaud de Damas n’était pas un vassal sûr pour le comte de Forez).
Dès 1250, Chalmazelle était devenu avec Couzan, Rochefort et Urfé (aux d'Urfé), l’une des quatre grandes seigneuries à donjon des « montagnes du soir » (les Monts du Forez).
Les Talaru succédèrent aux Marcilly dans la seigneurie de Chalmazel : Béatrix de Marcilly qui avait épousé Mathieu de Talaru fut héritière d'Antoine de Marcilly, son frère, en 1388 ; la terre de Chalmazel demeura ainsi aux Talaru (ancienne noblesse du Forez).
L'église de Chalmazel semble avoir été fondée vers 1270 sous Jean de Marcilly, deuxième seigneur de Chalmazel, dédiée à saint Jean-Baptiste, le saint patron de son fondateur.
La paroisse de Chalmazel était à cette époque une annexe de celle de Saint-Just-en-Bas ; le plus ancien curé connu de Chalmazel est Giraud de Boissel, originaire de Saint-Just-en-Bas, et qui vivait en 1370.
Selon le Cahier des Visites  (tournée d'inspection de l'évêque) de 1614, la paroisse était sous le vocable de  Saint-Jehan-des-Neiges; puis en 1662 sous celui de l'Exaltation de la Sainte-Croix, et enfin sous celui de Saint-Jean-Baptiste.
L'antique église de Saint-Jehan-des-Neiges a été démolie en 1881 et remplacée par l'église actuelle surtout connue pour ses célèbres vitraux dus à Théodore Hanssen (1885-1957) célèbre maître-verrier de renommée internationale.
À la mort du dernier marquis, Louis-Justin de Talaru, en 1850, le château est légué à la congrégation des Sœurs de Saint-Joseph, qui l'utilise comme hospice et dispensaire jusqu'en 1972.

## Politique et administration
| Période                                  | Période        | Identité                            | Étiquette | Qualité |
| ---------------------------------------- | -------------- | ----------------------------------- | --------- | ------- |
| Les données manquantes sont à compléter. |                |                                     |           |         |
| juin 1800                                | janvier 1808   | Jean Fenon                          |           |         |
| janvier 1808                             | mai 1815       | Barthélemy Jacquet                  |           |         |
| mai 1815                                 | juin 1821      | Théodore Jean-Pierre Marie Recorbet |           |         |
| juin 1821                                | septembre 1848 | Barthélemy Jacquet fils             |           |         |
| septembre 1848                           | septembre 1870 | Jean Viot                           |           |         |
| septembre 1870                           | octobre 1876   | Jean-Marie Fayard                   |           |         |
| octobre 1876                             | mai 1888       | Jean-Antoine Jacquet                |           |         |
| mai 1888                                 | mai 1892       | Jean-Baptiste Chazelle              |           |         |
| mai 1892                                 | 1908           | Jean-Joseph Murat                   |           |         |
| 1908                                     | 1922           | Antoine Valezy                      |           |         |
| 1922                                     | 1962           | Joseph Valezy                       |           |         |
| 1962                                     | 1971           | René Roche                          |           |         |
| 1971                                     | 1977           | Jean Gouttefarde                    |           |         |
| 1977                                     | 1983           | Michel Pizzo                        |           |         |
| 1983                                     | 1995           | Louis Brandon                       |           |         |
| 1995                                     | 2002           | Pierre Chazal                       |           |         |
| 2002                                     | 2008           | Michel Parois                       |           |         |
| 2008                                     | 2014           | André Gallo                         | DVG       |         |
| 2014                                     | 2015           | Valéry Gouttefarde                  | DVD       |         |

Elle faisait partie de la communauté d'agglomération de Loire Forez.

## Démographie
L'évolution du nombre d'habitants est connue à travers les recensements de la population effectués dans la commune depuis 1793. À partir du 1er janvier 2009, les populations légales des communes sont publiées annuellement dans le cadre d'un recensement qui repose désormais sur une collecte d'information annuelle, concernant successivement tous les territoires communaux au cours d'une période de cinq ans. 
Pour les communes de moins de 10 000 habitants, une enquête de recensement portant sur toute la population est réalisée tous les cinq ans, les populations légales des années intermédiaires étant quant à elles estimées par interpolation ou extrapolation. Pour la commune, le premier recensement exhaustif entrant dans le cadre du nouveau dispositif a été réalisé en 2004,.
En 2013, la commune comptait 383 habitants, en évolution de −12,36 % par rapport à 2008 (Loire : +1,5 %, France hors Mayotte : +2,49 %).
| 1793  | 1800  | 1806  | 1821 | 1831  | 1836  | 1841  | 1846  | 1851  |
| ----- | ----- | ----- | ---- | ----- | ----- | ----- | ----- | ----- |
| 1 097 | 1 066 | 1 151 | 907  | 1 135 | 1 150 | 1 176 | 1 772 | 1 238 |

| 1856  | 1861  | 1866  | 1872  | 1876  | 1881  | 1886  | 1891  | 1896  |
| ----- | ----- | ----- | ----- | ----- | ----- | ----- | ----- | ----- |
| 1 209 | 1 231 | 1 221 | 1 238 | 1 232 | 1 240 | 1 243 | 1 257 | 1 303 |

| 1901  | 1906  | 1911  | 1921  | 1926  | 1931  | 1936 | 1946 | 1954 |
| ----- | ----- | ----- | ----- | ----- | ----- | ---- | ---- | ---- |
| 1 297 | 1 234 | 1 233 | 1 158 | 1 109 | 1 040 | 992  | 981  | 881  |

| 1962 | 1968 | 1975 | 1982 | 1990 | 1999 | 2004 | 2009 | 2013 |
| ---- | ---- | ---- | ---- | ---- | ---- | ---- | ---- | ---- |
| 859  | 813  | 743  | 670  | 597  | 485  | 475  | 421  | 383  |

## Culture locale et patrimoine

### Lieux et monuments
- Église Saint-Jean-Baptiste de Chalmazel. L'édifice a été inscrit au titre des monuments historiques en 2021[19].

#### Le château

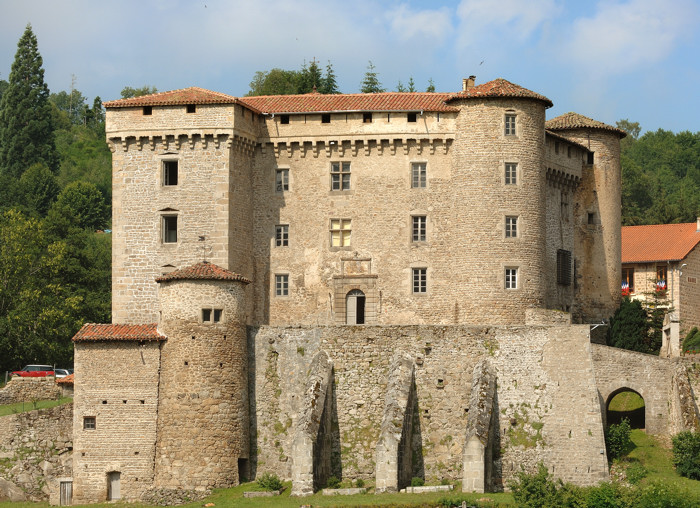
Château de Chalmazel.

Le château de Chalmazel s'élève au milieu du village. Sa construction s'est entamée en 1231 sous l'impulsion des Marcilly et est poursuivie par les Talaru à compter de 1372. Ce château féodal fait partie du domaine du Forez et servait à contrôler la route d'Auvergne par le col du Béal. D'aspect médiéval, il a conservé des éléments de la maison forte de l'an 1231, mais avec toutes les modifications et ajouts successifs apportés par les Talaru au cours des siècles : meurtrières, base des murailles, donjon, chemin de ronde à mâchicoulis. Il possède aussi des éléments Renaissance : façade, cour intérieure, galeries, chapelle. Aujourd'hui restauré, il est ouvert pour les visites et dispose de chambres d'hôtes et de salles de réception.

#### La station de ski

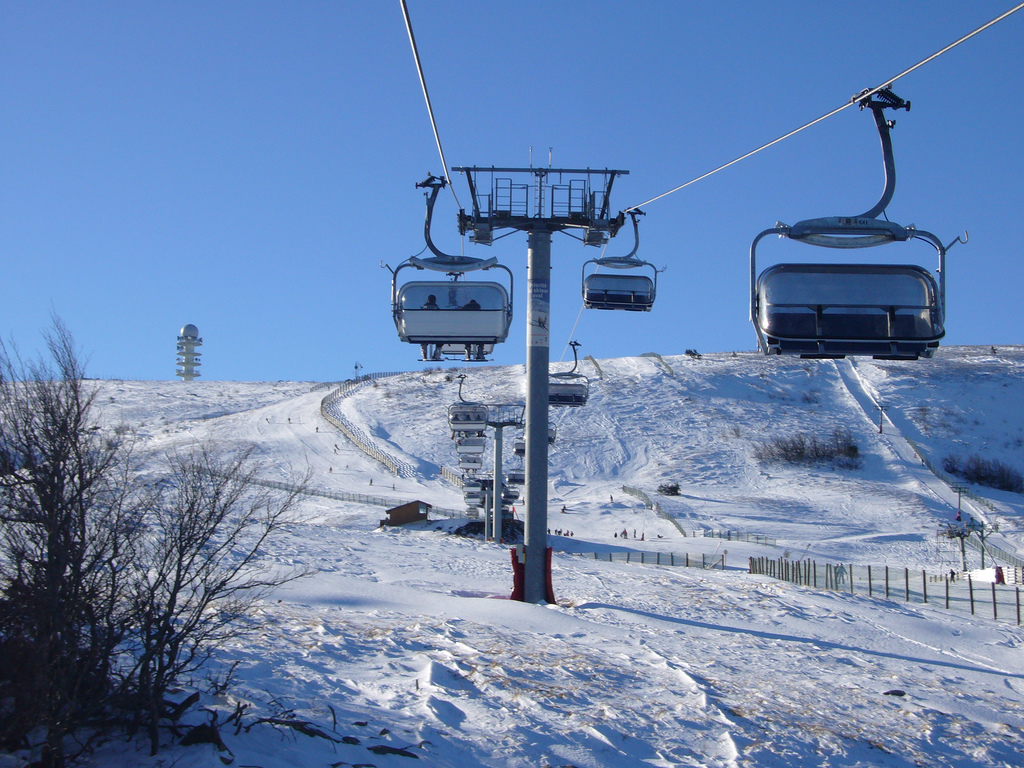
Ski à Chalmazel

La station de ski est située à 1 109 mètres d'altitude, au lieu-dit les Bois, à 4 kilomètres à vol d'oiseau du village situé 250 mètres en contrebas. La station est reliée au bourg par les 6 kilomètres de la route départementale no 63 et desservie par la ligne 112 des Transports Interurbains de la Loire (TIL).
La première remontée de Chalmazel est construite en 1953, puis, dès les années 1960, la station se développe sous l'impulsion d'Éloi Marcoux, président du Ski-club local, et d'Henri Essertel, secrétaire général de la commune de Montbrison et de la Régie de Chalmazel. Les soutiens du Conseil général et de son président, Antoine Pinay permettront la construction de la télécabine en 1967.
Le domaine skiable s'étend de 1 109 à 1 600 mètres, directement sur les pentes de Pierre-sur-Haute (1 634 mètres), point culminant des monts du Forez. Il alterne entre forêts et landes d'altitude sauvages (les hautes Chaumes) et possède 12 kilomètres de pistes de ski alpin, desservies par 1 télésiège débrayable à bulles et 7 téléskis, et équipées de 90 enneigeurs. Le domaine dispose par ailleurs, lorsque les conditions le permettent, d'un petit snowpark et les environs permettent la pratique du ski de fond (domaine nordique du haut Forez au col de la Loge) et du snowkite (col du Béal). La station propose aussi des activités estivales (parc accrobranche, VTT, balades pédestres via le télésiège).
Chalmazel accueille principalement une clientèle journalière issue de la plaine du Forez et des bassins d'agglomération roannais et stéphanois situés à moins de 80 kilomètres, mais également, dans une moindre mesure, clermontois et lyonnais.

### Héraldique
| Blason de Chalmazel | Blason  | Écartelé: aux 1er et 4e parti d'or et d'azur à la bande de gueules brochante, aux 2e et 3e de sable semé d'étoiles d'or au lion du même. |
| Blason de Chalmazel | Détails | Le statut officiel du blason reste à déterminer.                                                                                         |